# カプトリヌス
カプトリヌス（Captorhinus）は、前期ペルム紀の爬虫類の属の一つ。アメリカ合衆国、ブラジル、ザンビアから知られる。

## 名称

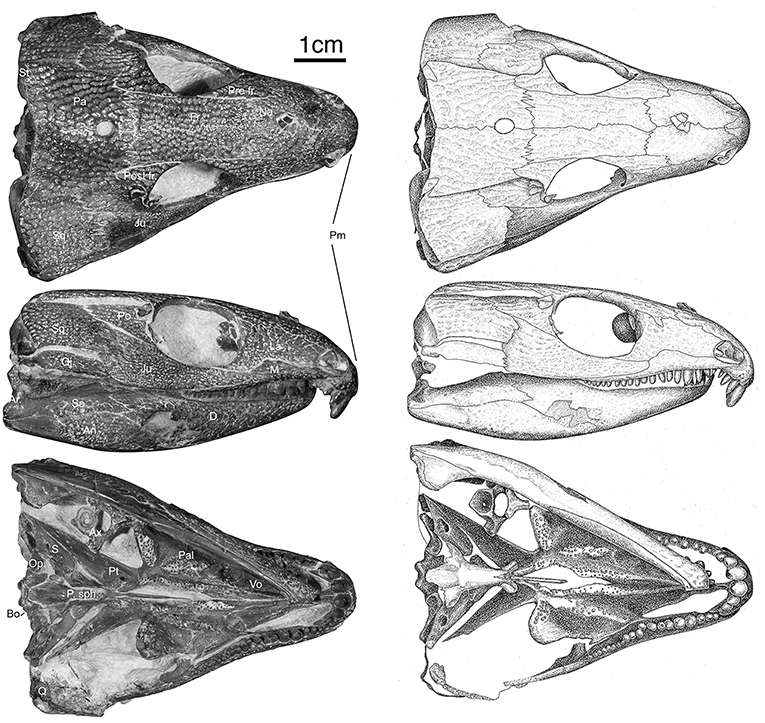
頭骨

属名はラテン語のcaptor（捕獲者）とギリシャ語のrhino（鼻）の合成語で「捕まえる鼻」を意味し、湾曲した前上顎骨が獲物を捕らえる際に使われた可能性があることに由来する 。

## 形態

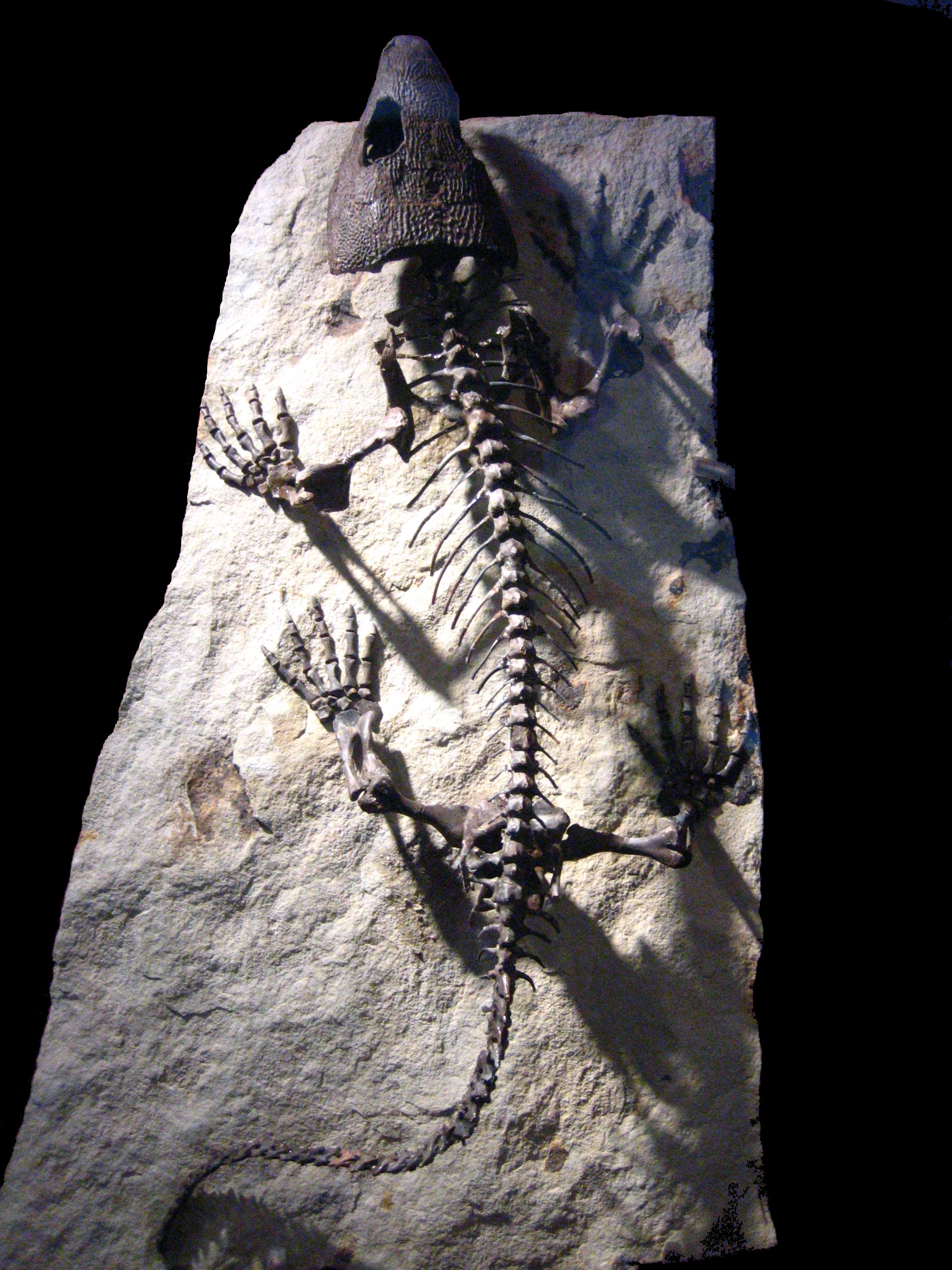
上から見たカプトリヌス

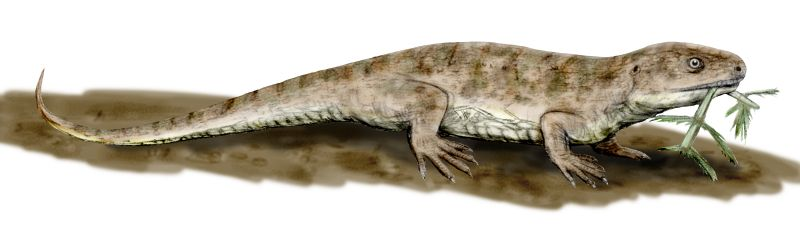
復元図

C. magnus では全長80cmに達したが、他の種は全長40cm程度であった。体重約2kg。
骨格は現生のトカゲと類似する。
若い個体では尾骨に亀裂が見られるが成長につれて骨の結合が強くなっていった。

## 純古生物学
前述の尾骨の亀裂から自切によって身を守った可能性がある。成長に伴って骨同士の結合が強くなるため、成長するとこの機能は失われたと考えられる。

## ギャラリー

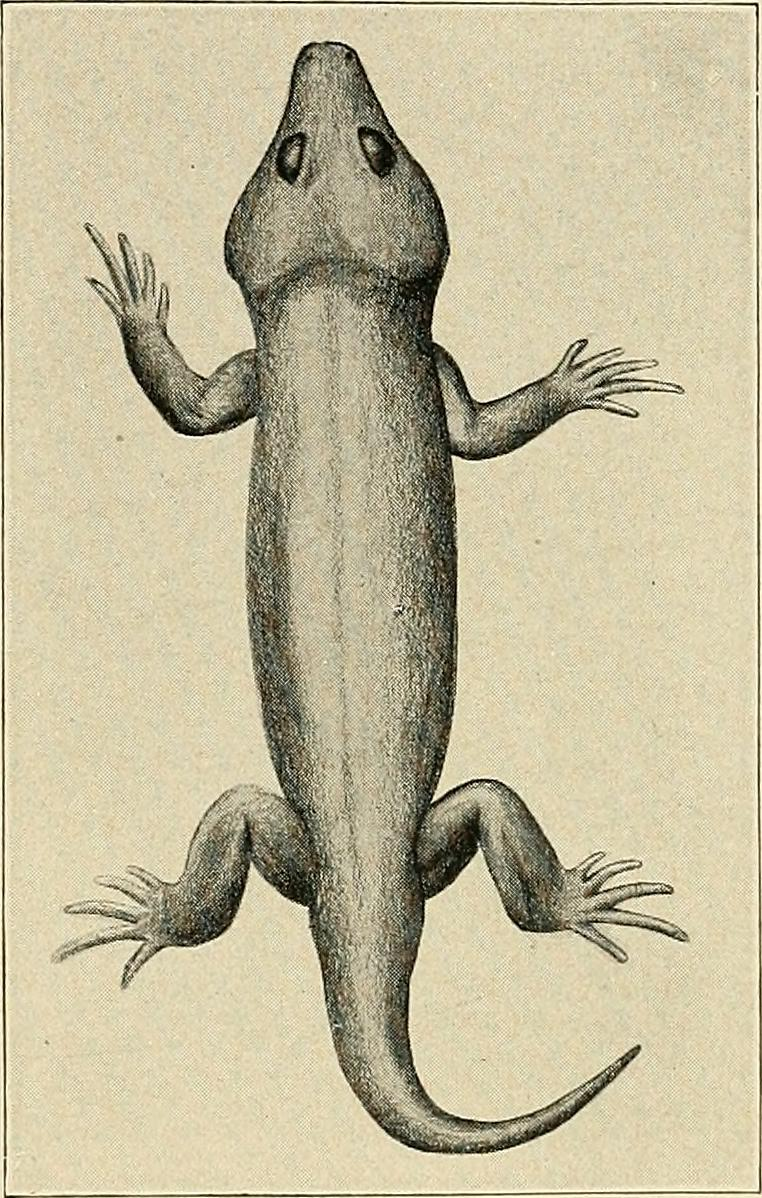
1914年の復元図
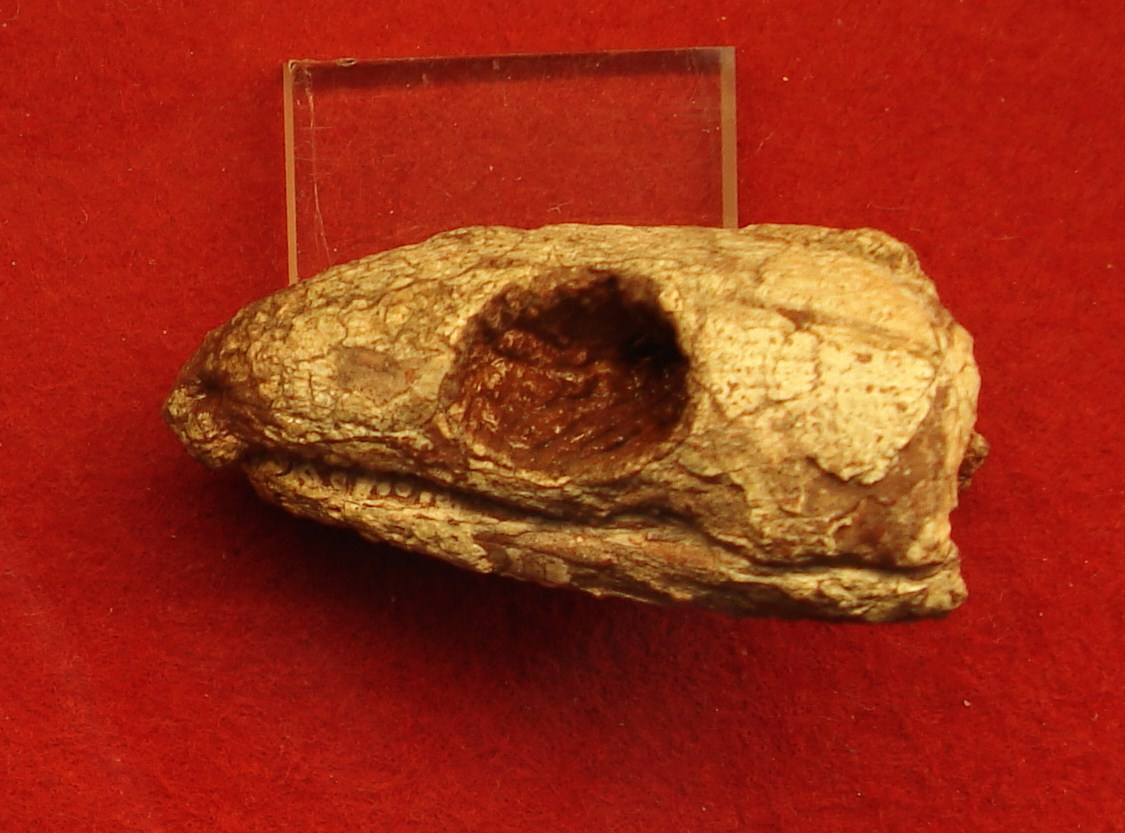
カプトリヌスの頭骨